# 국가재건친박연합
국가재건친박연합은 대한민국의 정당이다. 2006년 5월 3일에 제4회 전국동시지방선거를 앞두고 이용휘와 장석창이 '한국의 미래를 준비하는 당'(한미준)이라는 이름으로 창당하였다.

## 역사
창당 이후 '한미준'은 '선진한국당'으로 당명을 바꾸었고, 2010년 3월 20일에 당명을 '선진한국당'에서 '친박연합'으로 또 다시 바꾸면서, 당대표로 박준홍, 사무총장에 이용휘, 사무부총장에 정라곤으로 집행부를 구성하였다.
이후 사무부총장 정라곤이 대표직을 승계하여 대표권한대행을 맡았다. 2011년 9월부터 현 집행부인 정라곤 대표와 김기목 최고위원 겸 사무총장, 김종호 최고위원 겸 상임운영위원 등이 제2기를 맡고 있다.
2012년 2월 29일에 '국가재건친박연합'으로 당명을 변경하였다.
2012년 4월 11일에 실시된 제19대 총선 결과, 지역구와 비례대표 모두에서 의석 획득에 실패하였고, 정당 지지율 득표에서 등록취소요건 2%미만인 0.6%를 얻어 등록이 취소되었다.

## 주요 선거 기록

### 역대 총선 결과
|  | 0% |

|  | 0.6% |

|  | 0% |

### 역대 지방선거 결과
|  | 0% |

|  | 0% |

|  | 0% |

|  | 0% |

|  | 0% |

|  | 0% |

|  | 0.39% |

|  | 0.66% |

### 제5회 지방선거 당선인
2010년 6월 2일 지방선거에서 광역의원 3명, 기초의회 10명 비례의원 9명의 당선자 등 총 22명의 의원을 당선시켰다.
- 대구광역시의원: 주문희(비례) (공천헌금을 준 비리로 당선무효, 윤성아가 승계)
- 대구 동구의원: 최대석(지역), 이은영(비례)
- 대구 북구의원: 최인철(지역), 강지수(비례)
- 대구 수성구의원: 김삼조(지역), 김진환(지역), 조규화(지역), 박소현(비례)
- 대구 달서구의원: 신은주(비례) (공천헌금을 준 비리로 당선무효, 차순위 후보자가 없어 승계자 없음)
- 부산 남구의원: 김병태, 이진호
- 경상북도의원: 박성만(지역), 이경임(비례)
- 경북 구미시의원: 박세진(지역), 이수태(지역), 윤종호(지역), 김춘남(비례)
- 경북 영주시의원: 우순하(지역), 김병기(비례)
- 경북 안동시의원: 이귀분(비례)
- 경북 봉화군의원: 김영창(지역)